# ラブライブ!虹ヶ咲学園スクールアイドル同好会 (テレビアニメ)
『ラブライブ！虹ヶ咲学園スクールアイドル同好会』（ラブライブ！にじがさきがくえんスクールアイドルどうこうかい）は、サンライズ（バンダイナムコフィルムワークス）制作の日本のテレビアニメ。同名のメディアミックスプロジェクト『ラブライブ!虹ヶ咲学園スクールアイドル同好会』の一作品。略称は「アニガサキ」。
第1期が2020年10月から12月にかけて、第2期が2022年4月から6月にかけて、TOKYO MXほかで放送された。
2023年8月30日に続編となるOVA『ラブライブ!虹ヶ咲学園スクールアイドル同好会 NEXT SKY』が発売され、2024年9月6日より劇場アニメ『映画 ラブライブ！虹ヶ咲学園スクールアイドル同好会 完結編 第1章』が公開された。

## 概要
第1期は、2019年12月14、15日に行われた1stライブ、「ラブライブ！虹ヶ咲学園スクールアイドル同好会 First Live “with You”」にてテレビアニメ化が発表され、2020年10月から12月にかけて放送された。テレビアニメ放送に先駆けて、『「ラブライブ!虹ヶ咲学園スクールアイドル同好会」放送直前TOKIMEKI特番!』が放送・配信された。
第2期は、2021年5月8日に行われた3rdライブ、「ラブライブ！虹ヶ咲学園スクールアイドル同好会 3rd Live! School Idol Festival 〜夢の始まり〜」にて制作が発表され、2022年4月から6月にかけて放送された。放送に先駆けて、『「ラブライブ!虹ヶ咲学園スクールアイドル同好会」
2期放送直前特番ニジガクTOKIMEKIナビ♪』が放送・配信された。
OVA『NEXT SKY』は、2022年11月24日に配信された「ラブライブ！虹ヶ咲学園スクールアイドル同好会生放送 新情報発表会♪30分拡大スペシャル！」にて制作および劇場公開が発表され、2023年6月23日に劇場公開、同年8月30日に発売された。
本作は東京都江東区を中心とした有明・お台場周辺が舞台であることから、実在する企業・団体ないしはその関連商品等が実名で登場しているほか、モデルとなった建物も数多く存在している。このため、エンディングクレジットには「協力」として数多くの企業・団体がクレジットされているが、NHK・Eテレ（NHK教育テレビジョン）で放送される場合、広告・宣伝放送を禁止した放送法83条1項及び日本放送協会定款51条に抵触する為、エンディングクレジットから一部削除されている。
作中に登場する施設等については、東京国際展示場をモデルとした校舎はデザインに手が入れられている。他の施設はほぼそのまま再現されているが、日本国外配信版・NHK版においては修正されている。
前作テレビアニメ版『ラブライブ!サンシャイン』と違い他の作品のスクールアイドルが登場しない単独の作品ではあるが、作中では他の作品を連想させるものが登場している。
キャラクターとしてのニジガクがソロ活動をしているスクールアイドルたちであることから、第1期は初期メンバー9人を1人ずつピックアップした、いわゆる「お当番回」が全員分存在し、そのすべてにおいてソロの楽曲を用いたアニメーションPVパートが描かれている。2期では、追加メンバーである栞子、ミア、ランジュの加入と「お当番回」の他、ラブライブ!シリーズのテレビアニメでは初となる、グループ内でのミニユニットの結成と活躍が描かれた。また一部主要人物がゲーム『ラブライブ! スクールアイドルフェスティバル』において初登場したことから、同ゲームで初登場し、これまでアニメーション作品には登場してこなかった転入生がゲストキャラクターとして登場している。

## あらすじ

### 第1期
私立虹ヶ咲学園普通科に通う高校2年生の高咲侑は、これといった不満はなくとも、「ときめき」の足りない日々に退屈していた。そんなある日、侑はダイバーシティでスクールアイドル・優木せつ菜のステージを観て、これまでにない「ときめき」を感じ、スクールアイドルというものに魅せられ熱中するようになる。せつ菜が自分と同じニジガクの生徒だと知った侑はスクールアイドル同好会の部室を訪ねるも、居合わせた生徒会長の中川菜々に、同好会が廃部になったことを告げられる。残念がる侑に対し、かねてより可愛らしい格好をしたい願望があった幼馴染の上原歩夢は、自分がスクールアイドルになるから、それを応援してほしいと侑に打ち明け、侑はそれを快諾する。
侑たちは、同好会の元部員・中須かすみと会い、同好会を復活させることになる。一方、同じく元部員の桜坂しずく、近江彼方、エマ・ヴェルデは、エマの友人・朝香果林の助力で、せつ菜の正体が菜々であることを看破。スクールアイドルとしての方向性の違いでかすみたちと仲違いしたせつ菜は再入部を拒んだが、侑の説得で再入部を決め、スクールアイドル同好会が再始動する。
その後、学園の生徒である宮下愛、天王寺璃奈、果林も入部し、総勢10人となった同好会は、それぞれの個性ややりたいことの希望がバラバラであったことから、グループではなくソロで活動することを決める。そして、9人の活動を間近で応援してきた侑は、同好会としての初ライブとしての場として、同好会のメンバーだけでなく、多くのスクールアイドルがその個性を発揮できる合同ライブイベント「スクールアイドルフェスティバル」の開催を提案する。他校のスクールアイドルの賛同も得て、フェスの準備が進んでいく中、歩夢は侑の関心が自分から離れていっていると感じ、「自分だけを見ててほしい」と懇願する。だが歩夢は、フェスの準備を進めていくにつれ、自身を応援してくれるファンたちがいること、その応援を嬉しく思っている自分がいることを自覚し、それを受け入れることで侑に依存することをやめる。そして、「応援してくれるみんなのために歌いたい」という歩夢の思いを聞いた侑もまた、「音楽の道に進む」という夢を持ったことを歩夢に告げ、二人は晴れて和解する。
そしてフェス当日。ニジガク、東雲、藤黄の三校のスクールアイドルが、お台場各所のステージで各々が望むライブを行う。後半、想定外の降雨によりいくつかのステージが中止になるトラブルに見舞われるが、スタッフを務めた生徒たちの尽力もあり、虹ヶ咲学園内のステージでフィナーレを迎えることができるようになる。そこで同好会メンバーの9人は侑への感謝と応援を込めて、「夢がここからはじまるよ」を全員で披露した。後日、フェスを終えたニジガクのもとに、日本各地のみならず世界中からフェスの感想が届き、メンバーが今後の活動に向けて機運を高める。そして侑は音楽科への転科試験に臨み、彼女がピアノを弾き始めるシーンで物語は終わる。

### 第2期
第2回スクールアイドルフェスティバルの開催を決定したニジガクメンバーは、学園のオープンキャンパスに告知映像を出展するも、誤ってNGシーンの映像を流してしまう。そこに、香港からの留学生・鐘 嵐珠が現れ、正しい映像を準備するまでのつなぎとしてソロステージを披露してくれる。ネットで第1回SIFの動画を見てニジガクへの転入を決めたというランジュをメンバーは歓迎するが、彼女はソロアイドルでありながらメンバー同士で協力し合っている同好会の体制を知って翻意、同好会に所属せずに独りでスクールアイドルをすると宣言する。さらに、スクールアイドルでない侑が同好会に所属していることを知り、自分の夢のために寄り道をすべきではないと言うが、侑は同好会でこそ叶えたい夢があるので、今のやり方を続けると言い返す。
同好会のやり方に否定的なランジュに理解してもらおうと、かすみ・彼方・エマ・璃奈はミニユニット「QU4RTZ」を結成。それに感化されるように果林・愛は「DiverDiva」を、歩夢・しずく・せつ菜は「A・ZU・NA」をそれぞれ結成。メンバーはユニット活動を通じて、自分たちの可能性を広げていく。侑もまた、慣れない音楽科での勉強に四苦八苦しながら、メンバーから良い影響を受け、作曲家としての実績を積んでいき、他校と共同で開催した第2回SIFは大成功を収めた。
そんな同好会の姿や言葉を受け、ランジュの幼馴染の三船栞子や、ランジュ専属の作曲家として転入したミア・テイラーもスクールアイドル活動を始める。ランジュもまた、昔から他人の感情の機微を理解できず、独り善がりのやり方しかできないばかりに友人が離れていったトラウマから、ソロを尊重する同好会であれば友達ができると思ってニジガクに来たこと、しかしソロながらも協力し合っているメンバーを見て、またも人を傷つけてしまうと考えて、独りでの活動を選んだことを明かし、栞子とミアのとりなしで3人揃って同好会に入部した。
しずくの実家での親睦会を経て絆を深める13人だが、季節は3年生の卒業に迫っていた。一足早く同好会を去ってしまうことに寂しさを感じた果林は彼方やエマの励ましを受けて、同好会初のワンマンライブの開催を提案し、メンバーたちとの話し合いで12月31日の大晦日に決行することが決まる。一方、侑と歩夢はそれぞれ作曲コンクールとロンドンへの短期留学への参加を考えるものの、その選択が将来的にお互いの道を別つことに繋がってしまうと恐れ、お互いに相談ができない状態になる。二人から別々に相談を受けた彼方は、ラブライブ！の無観客予選に出場する妹の近江 遥ら他校のスクールアイドルたちへのオンライン配信による応援を通じ、進む道を違え距離が離れても変わらずにお互いを想い合えることを示す。
そしてファーストライブ当日。侑が作った新しいソロ曲や、栞子・ミア・ランジュの新ユニット「R3BIRTH」のお披露目などでライブが盛り上がる中、侑のもとにファンからの応援花とメッセージカードが届く。スクールアイドルではない自分へのプレゼントに感極まった侑は客席からメンバーやファンへの「大好き」を叫び、ライブは大盛況のうちに幕を閉じた。
年が明け、短期留学する歩夢を含め、各々新しいことにチャレンジしていくメンバーたち。侑は自宅のベランダから虹の架かった空を見上げ、世界中にいるであろうファンへ向けて、心の中で「次は、あなたの番」とつぶやくのだった。

### NEXT SKY
ロンドンから帰国した歩夢に同道する形で、短期留学生のアイラがニジガクにやってきた。スクールアイドルになるために日本に来たという彼女に、ニジガクメンバーは日本観光やスクールアイドル体験でもてなす。
体験ライブを経て、いよいよ翌日に帰国を控えたアイラだが、その表情は何故か暗い。それに気づいた歩夢に頼まれてアイラの母校に連絡を取った栞子は、彼女が母校でスクールアイドル部の設立を却下され、今回の短期留学を最後にスクールアイドルを辞めるつもりであることを知る。空港に向かうアイラを引き留めた栞子は、当初は自分と違って明るく素直だと思っていた彼女が、実は自分と同じように生真面目で、それゆえに自らの限界を決めてしまっていることに気づく。栞子の案内でダイバーシティ東京プラザに来たアイラは、集まったニジガクメンバーから「一人じゃできないことでも、仲間がいればきっとできる」と言われ、力を貸してくれる友人がいることを思い出す。そして、ニジガクメンバーによる新曲「Go Our Way!」の目の前で披露されたアイラは、母国にいる友人に、スクールアイドルを続ける決意をしたことを伝える。
後日、授業をサボってアイラの見送りに行ったことに対する反省文を書いていたニジガクメンバーは、アイラがネット上にアップロードした自己紹介動画を見て、今後の活動に心を燃やす。そんな彼女たちの部室には、「スクールアイドルグランプリ」と書かれた一通の手紙が届いており、その後は『映画 ラブライブ!虹ヶ咲学園スクールアイドル同好会 完結編』へ続くこととなる。

## 登場人物
本作は、1期から登場する高咲侑（声 - 矢野妃菜喜）、上原歩夢（声 - 大西亜玖璃）、中須かすみ（声 - 相良茉優）、桜坂しずく（声 - 前田佳織里）、朝香果林（声 - 久保田未夢）、宮下愛（声 - 村上奈津実）、近江彼方（声 - 鬼頭明里）、優木せつ菜（声 - 楠木ともり/林鼓子）、エマ・ヴェルデ（声 - 指出毬亜）、天王寺璃奈（声 - 田中ちえ美）の10人と、2期から登場する三船栞子（声 - 小泉萌香）、ミア・テイラー（声 - 内田秀）、鐘嵐珠（声 - 法元明菜）の3人を加えた計13人を中心にストーリーが展開している。

## スタッフ
|                                 | 第1期                                                          | 第2期                                                          | OVA                                                            |     |
| ------------------------------- | -------------------------------------------------------------- | -------------------------------------------------------------- | -------------------------------------------------------------- | --- |
| 企画                            | 佐々木新                                                       | 佐々木新                                                       | 田中紀明                                                       |     |
| 企画                            | 井上俊次                                                       | 櫻井優香                                                       | 黒田学                                                         |     |
| 企画                            | 広瀬和彦                                                       | 広瀬和彦                                                       | 宮崎智保                                                       |     |
| 企画                            | 徳田直巳                                                       | 吉良浩一                                                       | 青柳昌行                                                       |     |
| 原作                            | 矢立肇                                                         | 矢立肇                                                         | 矢立肇                                                         |     |
| 原案                            | 公野櫻子                                                       | 公野櫻子                                                       | 公野櫻子                                                       |     |
| 監督                            | 河村智之                                                       | 河村智之                                                       | 河村智之                                                       |     |
| 助監督                          | N/A                                                            | ほりうちゆうや                                                 | N/A                                                            |     |
| シリーズ構成                    | 田中仁                                                         | 田中仁                                                         | 田中仁                                                         |     |
| オリジナル キャラクターデザイン | KLabGames                                                      | KLabGames                                                      | KLabGames                                                      |     |
| キャラクターデザイン            | 横田拓己                                                       | 横田拓己                                                       | 横田拓己                                                       |     |
| デザインワークス                | めばち                                                         | めばち                                                         | めばち                                                         |     |
| メインアニメーター              | N/A                                                            | 松本元気                                                       | N/A                                                            |     |
| 美術監督                        | 西倉力                                                         | 河合泰利                                                       | 河合泰利                                                       |     |
| セットデザイン                  | 片岡一巳                                                       | N/A                                                            | 片岡一巳                                                       |     |
| コンセプトアート                | N/A                                                            | ゆうろ                                                         | ゆうろ                                                         |     |
| 色彩設計                        | 赤間三佐子                                                     | 赤間三佐子                                                     | 赤間三佐子                                                     |     |
| CGディレクター                  | 飯沼佑樹                                                       | 黒﨑豪                                                         | 岩﨑優香                                                       |     |
| 撮影監督                        | 杉山大樹                                                       | 杉山大樹                                                       | 杉山大樹                                                       |     |
| 編集                            | 小口理菜                                                       | 小口理菜                                                       | 小口理菜                                                       |     |
| 音響監督                        | 長崎行男                                                       | 長崎行男                                                       | 長崎行男                                                       |     |
| 音楽プロデューサー              | 武沢由佳子                                                     | 武沢由佳子                                                     | 武沢由佳子                                                     |     |
| 音楽                            | 遠藤ナオキ                                                     | 遠藤ナオキ                                                     | 遠藤ナオキ                                                     |     |
| 音楽制作                        | ランティス                                                     | ランティス                                                     | ランティス                                                     |     |
| 音楽制作                        | サンライズミュージック                                         | N/A                                                            | N/A                                                            | N/A |
| エグゼクティブ プロデューサー   | 田中紀明                                                       | 田中紀明                                                       | N/A                                                            |     |
| エグゼクティブ プロデューサー   | 槙本裕紀、高野希義                                             | 木下光正                                                       | 槙本裕紀                                                       |     |
| エグゼクティブ プロデューサー   | 槙本裕紀、高野希義                                             | 湯浅隆明                                                       |                                                                |     |
| エグゼクティブ プロデューサー   | N/A                                                            | N/A                                                            | 依田悠里香                                                     |     |
| 企画プロデューサー              | 若林悠紀                                                       | 若林悠紀                                                       | 若林悠紀                                                       |     |
| 企画プロデューサー              | N/A                                                            | 槙本裕紀、諏訪浩樹、宮崎智保                                   | N/A                                                            | N/A |
| プロデューサー                  | 大塚大                                                         | 大塚大                                                         | 大塚大                                                         |     |
| プロデューサー                  | 小田誠                                                         |                                                                |                                                                |     |
| アニメーション制作              | サンライズ                                                     | サンライズ                                                     | サンライズ                                                     |     |
| 製作                            | 2020 プロジェクトラブライブ！ 虹ヶ咲学園スクールアイドル同好会 | 2022 プロジェクトラブライブ！ 虹ヶ咲学園スクールアイドル同好会 | 2022 プロジェクトラブライブ！ 虹ヶ咲学園スクールアイドル同好会 |     |
| 配給                            | N/A                                                            | N/A                                                            | バンダイナムコフィルムワークス                                 |     |

## 主題歌
オープニングテーマおよびエンディングテーマは虹ヶ咲学園スクールアイドル同好会が担当する。
「虹色Passions!」
第1期オープニングテーマ。第2話から使用。作詞はAyaka Miyake、作曲・編曲はKeisuke Koyama。
「NEO SKY, NEO MAP!」
第1期エンディングテーマ。第2期第3話ではピアノバージョンでエンディングテーマとして使用。作詞は畑亜貴、作曲は小高光太郎、UiNA、編曲は小高光太郎、谷ナオキ。
「Colorful Dreams! Colorful Smiles!」
第2期オープニングテーマ。第2話から使用。作詞はAyaka Miyake、作曲は要田健、Carlos K.、編曲は要田健、tasuku。
「夢が僕らの太陽さ」
第2期エンディングテーマ。第3話では未使用。作詞は畑亜貴、作曲・編曲は新田目駿。
「SINGING, DREAMING, NOW!」
OVAエンディングテーマ。作詞は畑亜貴、作曲・編曲はCarlos K.、今川トモミチ。
「Wawawa☆What's up!」
OVAエンドロールテーマ。作詞はmiyakei、作曲・編曲はKeisuke Koyama。

## 挿入歌
特記を除いて作詞はAyaka Miyakeである。
第1期
「CHASE!」
第1話で使用。作詞・作曲は鈴木エレカとJOE、編曲はtasuku、歌は優木せつ菜（楠木ともり）。
「Dream with You」
第1話で使用。作曲・編曲はmitsuyuki miyakeとCarlos K.、歌は上原歩夢（大西亜玖璃）。
「Poppin' Up!」
第2話で使用。作曲はクボナオキ、編曲は縄田寿志、歌は中須かすみ（相良茉優）。
「DIVE!」
第3話で使用。作曲はMOMIKEN、編曲はtasuku、歌は優木せつ菜（楠木ともり）。
「サイコーハート」
第4話で使用。作曲・編曲はPASSiON KiNG、歌は宮下愛（村上奈津実）。
「La Bella Patria」
第5話で使用。作曲・編曲は齊藤庸介、歌はエマ・ヴェルデ（指出毬亜）。
「ツナガルコネクト」
第6話で使用。作曲はDECO*27、編曲はポリスピカデリー、歌は天王寺璃奈（田中ちえ美）。
「Butterfly」
第7話で使用。作曲・編曲はEm.me、歌は近江彼方（鬼頭明里）。
「Solitude Rain」
第8話で使用。作曲は鈴木エレカとJOE、編曲はJOE、歌は桜坂しずく（前田佳織里）。
「VIVID WORLD」
第9話で使用。作曲はLuis Ogata、編曲はTeddyLoid、歌は朝香果林（久保田未夢）。
「Awakening Promise」
第12話で使用。作曲・編曲はKeisuke Koyama、歌は上原歩夢（大西亜玖璃）。
「夢がここからはじまるよ」
第13話で使用。作曲・編曲は中村歩、野口大志、歌は虹ヶ咲学園スクールアイドル同好会。

第2期
「Eutopia」
第1話で使用。作曲・編曲は*Luna、角野寿和、歌は鐘嵐珠（法元明菜）。
「ENJOY IT！」
第3話で使用。作詞は鈴木エレカ、作曲は宮田“レフティ”リョウとCarlos K.、編曲は宮田“レフティ”リョウ、歌はQU4RTZ。
「Eternal Light」
第4話で使用。作詞・作曲・編曲はDummy Dog、歌はDiverDiva。
「Infinity！Our wings!!」
第6話で使用。作詞は鈴木エレカ、作曲・編曲はKeisuke Koyama、歌はA・ZU・NA。
「EMOTION」
第7話で使用。作詞・作曲・編曲はtofubeats、歌は三船栞子（小泉萌香）。
「Queendom」
第8話で使用。作詞・作曲・編曲はBEATNINE、歌は鐘嵐珠（法元明菜）。
「TOKIMEKI Runners（TVアニメ挿入歌Ver.）」
第8話で使用。作詞は畑亜貴、作曲・編曲は矢鴇つかさ、歌は虹ヶ咲学園スクールアイドル同好会。
「stars we chase」
第9話で使用。作詞はKonnie Aoki、作曲・編曲はTeddyLoid、歌はミア・テイラー（内田秀）。
「Love U my friends（TVアニメ挿入歌Ver.）」
第10話で使用。作詞・編曲はKanata Okajima、作曲はKanata OkajimaとShunsuke Harada、ピアノアレンジは遠藤ナオキ、歌は虹ヶ咲学園スクールアイドル同好会。
「Future Parade」
第13話で使用。作曲はKeisuke Koyama、DAICHI、編曲はKeisuke Koyama、歌は虹ヶ咲学園スクールアイドル同好会。

OVA
「Feel Alive」
作詞はERECA、作曲はESME MORI、ERECA、編曲はESME MORI、歌はR3BIRTH。
「Go Our Way!」
作詞はSakiel Kiriya、Konnie Aoki、作曲・編曲はGiga&TeddyLoid、歌は虹ヶ咲学園スクールアイドル同好会。

## エピソードリスト
| 話数   | サブタイトル                 | 脚本                        | 絵コンテ                | 演出                    | 作画監督 | ダンスパート      | ダンスパート   | ダンスパート      | 総作画監督                                   | 放送日         |       |       |       |       |       |       |       |       |       |       |       |       |       |       |
| 話数   | サブタイトル                 | 脚本                        | 絵コンテ                | 演出                    | 作画監督 | 絵コンテ          | 演出           | 作画監督          | 総作画監督                                   | 放送日         |       |       |       |       |       |       |       |       |       |       |       |       |       |       |
| 第1期  | 第1期                        | 第1期                       | 第1期                   | 第1期                   | 第1期 | 第1期             | 第1期          | 第1期             | 第1期                                        | 第1期          | 第1期 | 第1期 | 第1期 | 第1期 | 第1期 | 第1期 | 第1期 | 第1期 | 第1期 | 第1期 | 第1期 | 第1期 | 第1期 | 第1期 |
| ------ | ---------------------------- | --------------------------- | ----------------------- | ----------------------- | --- | ----------------- | -------------- | ----------------- | -------------------------------------------- | -------------- | ----- | ----- | ----- | ----- | ----- | ----- | ----- | ----- | ----- | ----- | ----- | ----- | ----- | ----- |
| 第1話  | はじまりのトキメキ           | 田中仁                      | 河村智之                | ほりうちゆうや          | 尾尻進矢 粕川みゆき 菅野智之 | -                 | -              | 横田拓己 冨岡寛   | 横田拓己 冨岡寛 吉岡毅                       | 2020年 10月3日 |       |       |       |       |       |       |       |       |       |       |       |       |       |       |
| 第2話  | Cutest♡ガール                | 田中仁                      | 河原龍太                | 河原龍太                | 水野辰哉 徳田夢之介 | -                 | -              | 水野辰哉          | 横田拓己 吉岡毅 渡邊敬介                     | 10月10日       |       |       |       |       |       |       |       |       |       |       |       |       |       |       |
| 第3話  | 大好きを叫ぶ                 | 田中仁                      | 長友孝和                | 長友孝和                | 神谷美也子 ハンミンギ 吉山隆士                                                                                                   | 京極尚彦          | 京極尚彦       | 吉山隆士          | 横田拓己 冨岡寛 吉岡毅                       | 10月17日       |       |       |       |       |       |       |       |       |       |       |       |       |       |       |
| 第4話  | 未知なるミチ                 | 田中仁                      | 堀部周                  | 堀部周                  | 市原圭子 鎌田均 冨吉幸希 | ほりうちゆうや    | ほりうちゆうや | 市原圭子 冨吉幸希 | 横田拓己 渡邊敬介                            | 10月24日       |       |       |       |       |       |       |       |       |       |       |       |       |       |       |
| 第5話  | 今しかできないことを         | 伊藤睦美                    | 長友孝和                | 横手颯太                | 鐘文山 山内尚樹 | 飯沼佑樹          | ほりうちゆうや | 尾尻進矢          | 横田拓己 冨岡寛 渡邊敬介                     | 10月31日       |       |       |       |       |       |       |       |       |       |       |       |       |       |       |
| 第6話  | 笑顔のカタチ（〃>▿<〃）      | 田中仁                      | 京極尚彦                | ほりうちゆうや          | 石川慎亮 加藤明日美 栗原裕明 | 京極尚彦          | 京極尚彦       | 栗原裕明          | 横田拓己 冨岡寛 吉岡毅 渡邊敬介              | 11月7日        |       |       |       |       |       |       |       |       |       |       |       |       |       |       |
| 第7話  | ハルカカナタ                 | 平林佐和子                  | 河原龍太                | 尾上皓紀                | 市原圭子 水野辰哉 伊藤幸 森淳 井元一彰                                                                                           | 中山直哉          | 中山直哉       | 中山直哉          | 横田拓己 吉岡毅 渡邊敬介                     | 11月14日       |       |       |       |       |       |       |       |       |       |       |       |       |       |       |
| 第8話  | しずく、モノクローム         | 大内珠帆                    | 長友孝和                | 長友孝和                | 菅野智之 北島勇樹 チョウ ハンミンギ 吉山隆士                                                                                     | ほりうちゆうや    | 尾上皓紀       | 尾尻進矢          | 横田拓己 冨岡寛 吉岡毅 渡邊敬介              | 11月21日       |       |       |       |       |       |       |       |       |       |       |       |       |       |       |
| 第9話  | 仲間でライバル               | 田中仁                      | ほりうちゆうや          | ほりうちゆうや          | 井元一彰 粕川みゆき 加藤明日美 北島勇樹 工藤ゆき 合田真さ美 後藤望 冨吉幸希 吉田雄一                                             | 京極尚彦          | ほりうちゆうや | 市原圭子          | 横田拓己 冨岡寛 渡邊敬介                     | 11月28日       |       |       |       |       |       |       |       |       |       |       |       |       |       |       |
| 第10話 | 夏、はじまる。               | 伊藤睦美                    | 遠藤広隆                | 遠藤広隆                | 市原圭子 尾尻進矢 神谷美也子 木村文香 北島勇樹 高澤美佳                                                                          | -                 | -              | -                 | 横田拓己 冨岡寛 吉岡毅 渡邊敬介              | 12月5日        |       |       |       |       |       |       |       |       |       |       |       |       |       |       |
| 第11話 | みんなの夢、私の夢           | 平林佐和子                  | 伊礼えり                | 伊礼えり                | 市原圭子 伊礼えり 尾尻進矢 北島勇樹 木村文香 鐘文山 舘崎大 冨吉幸希 山内尚樹                                                     | -                 | -              | -                 | 横田拓己 冨岡寛 渡邊敬介                     | 12月12日       |       |       |       |       |       |       |       |       |       |       |       |       |       |       |
| 第12話 | 花ひらく想い                 | 田中仁                      | 遠藤広隆                | 尾上皓紀 小谷野竜成     | 井元一彰 王悦春 尾尻進矢 加藤明日美 北島勇樹 工藤ゆき 合田真さ美 高澤美佳 チョウ チョン ヨンフン 冨吉幸希                        | 遠藤広隆          | 遠藤広隆       | 松元美季          | 横田拓己 冨岡寛 吉岡毅 渡邊敬介              | 12月19日       |       |       |       |       |       |       |       |       |       |       |       |       |       |       |
| 第13話 | みんなの夢を叶える場所       | 田中仁                      | 河村智之 ほりうちゆうや | 河村智之 ほりうちゆうや | 市原圭子 井元一彰 伊礼えり 尾尻進矢 加藤明日美 北島勇樹 木村文香 工藤ゆき 合田真さ美 清水文乃 とみながまり 冨吉幸希              | 河村智之          | 河村智之       | 佐藤浩一          | 横田拓己 冨岡寛 渡邊敬介                     | 12月26日       |       |       |       |       |       |       |       |       |       |       |       |       |       |       |
| 第2期  |                              |                             |                         |                         | |                   |                |                   |                                              |                |       |       |       |       |       |       |       |       |       |       |       |       |       |       |
| 第1話  | 新しいトキメキ               | 田中仁                      | 河村智之                | 尾上皓紀 河村智之       | 市原圭子 栗原裕明 永山恵 吉田和香子                                                                                              | -                 | ほりうちゆうや | 中戸藍李          | 横田拓己 冨岡寛 山本亮友 渡邊敬介            | 2022年 4月2日  |       |       |       |       |       |       |       |       |       |       |       |       |       |       |
| 第2話  | 重なる色                     | 田中仁                      | ほりうちゆうや          | 砂川正和                | 今田茜 佐藤秋子 藤田亜耶乃 | -                 | -              | -                 | 横田拓己 山本亮友                            | 4月9日         |       |       |       |       |       |       |       |       |       |       |       |       |       |       |
| 第3話  | sing! song! smile!           | 田中仁                      | 馬引圭                  | 馬引圭                  | 市原圭子 尾尻進矢 粕川みゆき 亀田朋幸 清水文乃 林央剛 三沢聖矢                                                                   | ほりうちゆうや    | -              | 久松沙紀          | 横田拓己 小野田将人 渡邊敬介                 | 4月16日        |       |       |       |       |       |       |       |       |       |       |       |       |       |       |
| 第4話  | アイ Love Triangle           | 大内珠帆 田中仁 [ 注釈 10 ] | 誌村宏明                | ほりうちゆうや          | 市原圭子 後藤望 永山恵 吉田和香子 QKI                                                                                            | ほりうちゆうや    | -              | 後藤望            | 横田拓己 冨岡寛 山本亮友                     | 4月23日        |       |       |       |       |       |       |       |       |       |       |       |       |       |       |
| 第5話  | 開幕！ドリームランド↑↑(*'▽') | 伊藤睦美                    | 戸澤俊太郎              | 戸澤俊太郎              | 尾尻進矢 小野田将人 粕川みゆき 斎藤香 林央剛 久松沙紀                                                                            | -                 | -              | -                 | 横田拓己 小野田将人 冨岡寛 山本亮友 渡邊敬介 | 4月30日        |       |       |       |       |       |       |       |       |       |       |       |       |       |       |
| 第6話  | "大好き"の選択を             | 田中仁                      | ほりうちゆうや          | 横手楓太                | 石井久美 市原圭子 粕川みゆき 亀田朋幸 後藤望 永山恵 林央剛 三沢聖矢 吉田雄一                                                     | 神谷宣幸 中山直哉 | 戸澤俊太郎     | 久松沙紀          | 横田拓己 冨岡寛 山本亮友                     | 5月7日         |       |       |       |       |       |       |       |       |       |       |       |       |       |       |
| 第7話  | 夢の記憶                     | 大内珠帆 田中仁             | 櫻井親良                | ほりうちゆうや          | 片桐貴悠 名倉智史 二宮奈那子 小七 湯団 呉耀 王振興 龍光 鑫月 毛応星                                                              | 中谷亜沙美        | 中谷亜沙美     | 後藤望            | 横田拓己 小野田将人 冨岡寛 渡邊敬介          | 5月14日        |       |       |       |       |       |       |       |       |       |       |       |       |       |       |
| 第8話  | 虹が始まる場所               | 田中仁                      | ほりうちゆうや          | ほりうちゆうや          | 尾尻進矢 粕川みゆき 亀田朋幸 合田真さ美 清水文乃 永山恵 林央剛 水野辰哉 吉田雄一                                                 | 河村智之          | 河村智之       | 佐藤浩一          | 横田拓己 小野田将人 冨岡寛 山本亮友 渡邊敬介 | 5月21日        |       |       |       |       |       |       |       |       |       |       |       |       |       |       |
| 第9話  | The Sky I Can’t Reach        | 平林佐和子                  | 青柳隆平                | 尾上皓紀                | 市原圭子 粕川みゆき 清水文乃 滝山祥子 趙暁昕 林央剛 久松沙紀 福岡優 丸山修二 水野辰哉 山村俊了                                   | 中山直哉          | 中山直哉       | 中山直哉          | 横田拓己 小野田将人 冨岡寛 山本亮友          | 5月28日        |       |       |       |       |       |       |       |       |       |       |       |       |       |       |
| 第10話 | かすみん☆ワンダーツアー      | 伊藤睦美                    | 誌村宏明                | 砂川正和                | 今田茜 佐藤秋子 中島渚 藤田亜耶乃                                                                                                | -                 | -              | -                 | 横田拓己 小野田将人 冨岡寛 渡邊敬介          | 6月4日         |       |       |       |       |       |       |       |       |       |       |       |       |       |       |
| 第11話 | 過去・未来・イマ             | 大内珠帆 田中仁             | 遠藤広隆 櫻井親良       | 江上潔                  | 尾尻進矢 亀田朋幸 工藤ゆき 小沼よしい 趙暁昕 林央剛                                                                              | -                 | -              | -                 | 横田拓己 小野田将人 冨岡寛 山本亮友 渡邊敬介 | 6月11日        |       |       |       |       |       |       |       |       |       |       |       |       |       |       |
| 第12話 | エール！                     | 田中仁                      | 藤田陽一                | 横手楓太                | 石井久美 粕川みゆき 小沼よしい 佐藤浩一 清水文乃 滝山祥子 永山恵 久松沙紀 丸山修二                                               | -                 | -              | -                 | 横田拓己 小野田将人 冨岡寛 山本亮友 渡邊敬介 | 6月18日        |       |       |       |       |       |       |       |       |       |       |       |       |       |       |
| 第13話 | 響け！ときめき――。           | 田中仁                      | 河村智之 ほりうちゆうや | 河村智之 ほりうちゆうや | 石井久美 尾尻進矢 粕川みゆき 亀田朋幸 工藤ゆき 後藤望 小沼よしい 柴田淳 清水文乃 永山恵 林央剛 久松沙紀 福岡優 丸山修二 吉田雄一 | 河村智之 中山直哉 | -              | 後藤望 久松沙紀   | 横田拓己 小野田将人 冨岡寛 山本亮友 渡邊敬介 | 6月25日        |       |       |       |       |       |       |       |       |       |       |       |       |       |       |
| OVA    |                              |                             |                         |                         | |                   |                |                   |                                              |                |       |       |       |       |       |       |       |       |       |       |       |       |       |       |
| -      | NEXT SKY                     | 田中仁                      | 河村智之                | 河村智之                | 市原圭子 いとうまりこ 尾崎正幸 尾尻進矢 粕川みゆき 亀田朋幸 黒田ありさ 宍戸久美子 山澤純玲                                       | -                 | -              | -                 | 横田拓己                                     | 2023年 6月23日 |       |       |       |       |       |       |       |       |       |       |       |       |       |       |

## 放送局
| 放送期間                 | 放送時間                     | 放送局         | 対象地域 | 備考                  |
| ------------------------ | ---------------------------- | -------------- | -------- | --------------------- |
| 2020年10月3日 - 12月26日 | 土曜 22:30 - 23:00           | TOKYO MX       | 東京都   | リピート放送あり      |
|                          | 土曜 23:30 - 日曜 0:00       | KBS京都        | 京都府   |                       |
|                          |                              | サンテレビ     | 兵庫県   |                       |
| 2020年10月5日 - 12月28日 | 月曜 0:30 - 1:00（日曜深夜） | BS11           | 日本全域 | BS放送 / 『ANIME+』枠 |
| 2020年10月7日 - 12月30日 | 水曜 1:35 - 2:05（火曜深夜） | テレビ北海道   | 北海道   |                       |
|                          |                              | テレビ愛知     | 愛知県   |                       |
|                          | 水曜 1:59 - 2:29（火曜深夜） | 静岡朝日テレビ | 静岡県   |                       |
|                          | 水曜 2:35 - 3:05（火曜深夜） | TVQ九州放送    | 福岡県   |                       |

| 配信開始日    | 配信時間           | 配信サイト |
| ------------- | ------------------ | --- |
| 2020年10月3日 | 土曜 22:30 - 23:00 | バンダイチャンネル LINE LIVE YouTube Live ニコニコ動画 ABEMA |
|               | 土曜 23:00 更新    | U-NEXT アニメ放題 ひかりTV TELASA スマートパスプレミアム Hulu dアニメストア ふらっと動画 J:COMオンデマンド milplus Amazonプライム・ビデオ TSUTAYA TV GYAO!ストア Rakuten TV DMM.com Google Play HAPPY!動画 ビデオマーケット ムービーフルplus |

| 放送期間               | 放送時間                     | 放送局       | 対象地域 | 備考                  |
| ---------------------- | ---------------------------- | ------------ | -------- | --------------------- |
| 2022年4月2日 - 6月25日 | 土曜 22:00 - 22:30           | TOKYO MX     | 東京都   |                       |
|                        |                              | BS11         | 日本全域 | BS放送 / 『ANIME+』枠 |
|                        | 土曜 22:30 - 23:00           | サンテレビ   | 兵庫県   |                       |
|                        | 土曜 23:00 - 23:30           | KBS京都      | 京都府   |                       |
| 2022年4月5日 - 6月28日 | 火曜 1:30 - 2:00（月曜深夜） | テレビ北海道 | 北海道   |                       |
|                        |                              | テレビ愛知   | 愛知県   |                       |
|                        | 火曜 2:00 - 2:30（月曜深夜） | TVQ九州放送  | 福岡県   |                       |
| 2022年4月6日 - 6月29日 | 水曜 1:55 - 2:25（火曜深夜） | 静岡放送     | 静岡県   | 『アニメ6区』枠       |

| 配信開始日   | 配信時間           | 配信サイト                                |
| ------------ | ------------------ | ----------------------------------------- |
| 2022年4月2日 | 土曜 22:00 - 22:30 | バンダイチャンネル LINE LIVE YouTube Live |

## BD
| 巻 | 発売日         | 収録話          | 規格品番  |
| -- | -------------- | --------------- | --------- |
| 1  | 2020年12月24日 | 第1話           | BCXA-1590 |
| 2  | 2021年1月27日  | 第2話 - 第3話   | BCXA-1591 |
| 3  | 2021年2月25日  | 第4話 - 第5話   | BCXA-1592 |
| 4  | 2021年3月26日  | 第6話 - 第7話   | BCXA-1593 |
| 5  | 2021年4月27日  | 第8話 - 第9話   | BCXA-1594 |
| 6  | 2021年5月26日  | 第10話 - 第11話 | BCXA-1595 |
| 7  | 2021年6月25日  | 第12話 - 第13話 | BCXA-1596 |

| 巻 | 発売日         | 収録話          | 規格品番  |
| -- | -------------- | --------------- | --------- |
| 1  | 2022年6月24日  | 第1話           | BCXA-1749 |
| 2  | 2022年7月27日  | 第2話 - 第3話   | BCXA-1750 |
| 3  | 2022年8月26日  | 第4話 - 第5話   | BCXA-1751 |
| 4  | 2022年9月28日  | 第6話 - 第7話   | BCXA-1752 |
| 5  | 2022年10月28日 | 第8話 - 第9話   | BCXA-1753 |
| 6  | 2022年11月25日 | 第10話 - 第11話 | BCXA-1754 |
| 7  | 2022年12月23日 | 第12話 - 第13話 | BCXA-1755 |

## サウンドトラック
|       | 発売日        | タイトル           | アーティスト名 | 規格品番    | 最高位 |
| ----- | ------------- | ------------------ | -------------- | ----------- | ------ |
| 第1期 | 2021年1月27日 | Sound of TOKIMEKI  | 遠藤ナオキ     | LACA-9796/7 | 15位   |
| 第2期 | 2022年7月13日 | Bound for TOKIMEKI | 遠藤ナオキ     | LACA-9938/9 | 8位    |

## Webラジオ
ラジオ「TVアニメ『ラブライブ！虹ヶ咲学園スクールアイドル同好会』RADIO アニガサキ！」をHiBiKi Radio Stationにて2020年10月16日から配信開始。パーソナリティは矢野妃菜喜と大西亜玖璃。初回から2024年5月までは隔週金曜配信、2024年6月以降は月1回（第3金曜）配信。
| #        | 配信日                         | パーソナリティ         | ゲスト     | 備考                                                            |
| -------- | ------------------------------ | ---------------------- | ---------- | --------------------------------------------------------------- |
| 1 - 36   | 2020年10月16日 - 2021年11月5日 | 矢野妃菜喜、大西亜玖璃 | なし       |                                                                 |
| 37       | 2021年11月19日                 | 矢野妃菜喜、大西亜玖璃 | 相良茉優   |                                                                 |
| 38       | 2021年12月3日                  | 矢野妃菜喜、大西亜玖璃 | なし       |                                                                 |
| 39       | 2021年12月17日                 | 矢野妃菜喜、大西亜玖璃 | 田中ちえ美 |                                                                 |
| 40 - 41  | 2021年12月31日 - 2022年1月14日 | 矢野妃菜喜、大西亜玖璃 | なし       |                                                                 |
| 42       | 2022年1月28日                  | 矢野妃菜喜、大西亜玖璃 | 指出毬亜   |                                                                 |
| 43       | 2022年2月11日                  | 大西亜玖璃             | 久保田未夢 | 矢野は所属事務所からの連絡により欠席                            |
| 44       | 2022年2月25日                  | 大西亜玖璃             | 相良茉優   | 矢野はスケジュール都合により欠席                                |
| 45 - 48  | 2022年3月11日 - 4月8日         | 矢野妃菜喜、大西亜玖璃 | なし       |                                                                 |
| 49       | 2022年4月15日                  | 法元明菜、大西亜玖璃   | なし       | 矢野はスケジュール都合により欠席 法元、指出は代打パーソナリティ |
| 50       | 2022年4月22日                  | 指出毬亜、大西亜玖璃   | なし       | 矢野はスケジュール都合により欠席 法元、指出は代打パーソナリティ |
| 51 - 64  | 2022年4月29日 - 7月29日        | 矢野妃菜喜、大西亜玖璃 | なし       |                                                                 |
| 65       | 2022年8月12日                  | 矢野妃菜喜             | なし       | 大西は新型コロナウイルス感染症療養のため欠席                    |
| 66 - 67  | 2022年8月26日 - 9月9日         | 矢野妃菜喜、大西亜玖璃 | なし       |                                                                 |
| 68       | 2022年9月23日                  | 矢野妃菜喜、大西亜玖璃 | 前田佳織里 |                                                                 |
| 69 - 87  | 2022年10月7日 - 2023年6月16日  | 矢野妃菜喜、大西亜玖璃 | なし       |                                                                 |
| 88       | 2023年6月30日                  | 矢野妃菜喜、大西亜玖璃 | 林鼓子     |                                                                 |
| 89 - 92  | 2023年7月14日 - 8月25日        | 矢野妃菜喜、大西亜玖璃 | なし       |                                                                 |
| 93       | 2023年9月8日                   | 矢野妃菜喜             | なし       | 大西はスケジュール都合により欠席                                |
| 94       | 2023年9月22日                  | 矢野妃菜喜、大西亜玖璃 | なし       |                                                                 |
| 95       | 2023年10月6日                  | 矢野妃菜喜、指出毬亜   | なし       | 大西は収録時の体調不良により欠席 指出は代打パーソナリティ       |
| 96 - 97  | 2023年10月20日 - 11月3日       | 矢野妃菜喜、大西亜玖璃 | なし       |                                                                 |
| 98       | 2023年11月17日                 | 大西亜玖璃、田中ちえ美 | なし       | 矢野は収録時の体調不良により欠席 田中は代打パーソナリティ       |
| 99 - 105 | 2023年12月1日 - 2024年2月23日  | 矢野妃菜喜、大西亜玖璃 | なし       |                                                                 |
| 106      | 2024年3月8日                   | 矢野妃菜喜、相良茉優   | なし       | 大西はスケジュール都合により欠席 相良は代打パーソナリティ       |
| 107 -    | 2024年3月22日 -                | 矢野妃菜喜、大西亜玖璃 | なし       |                                                                 |

### ユニットメンバー
1. 1 2  上原歩夢（大西亜玖璃）、中須かすみ（相良茉優）、桜坂しずく（前田佳織里）、朝香果林（久保田未夢）、宮下愛（村上奈津実）、近江彼方（鬼頭明里）、優木せつ菜（楠木ともり）、エマ・ヴェルデ（指出毬亜）、天王寺璃奈（田中ちえ美）
2. ↑  中須かすみ（相良茉優）、近江彼方（鬼頭明里）、エマ・ヴェルデ（指出毬亜）、天王寺璃奈（田中ちえ美）
3. ↑  朝香果林（久保田未夢）、宮下愛（村上奈津実）
4. ↑  上原歩夢（大西亜玖璃）、桜坂しずく（前田佳織里）、優木せつ菜（楠木ともり）
5. 1 2  上原歩夢（大西亜玖璃）、中須かすみ（相良茉優）、桜坂しずく（前田佳織里）、朝香果林（久保田未夢）、宮下愛（村上奈津実）、近江彼方（鬼頭明里）、優木せつ菜（楠木ともり）、エマ・ヴェルデ（指出毬亜）、天王寺璃奈（田中ちえ美）、三船栞子（小泉萌香）、ミア・テイラー（内田秀）、鐘嵐珠（法元明菜）
6. ↑  三船栞子（小泉萌香）、ミア・テイラー（内田秀）、鐘嵐珠（法元明菜）
7. ↑  上原歩夢（大西亜玖璃）、中須かすみ（相良茉優）、桜坂しずく（前田佳織里）、朝香果林（久保田未夢）、宮下愛（村上奈津実）、近江彼方（鬼頭明里）、優木せつ菜（林鼓子）、エマ・ヴェルデ（指出毬亜）、天王寺璃奈（田中ちえ美）、三船栞子（小泉萌香）、ミア・テイラー（内田秀）、鐘嵐珠（法元明菜）